# マガツノート
『マガツノート』は、DONUTSによる近未来戦国メディアミックスプロジェクト。
略称は『マガツノ』。

## 解説
2022年3月始動、キャラクターデザインをカズキヨネ、シナリオを祁答院慎、コンテンツアドバイザーをいわた志信（ティズクリエイション株式会社）が担当している。
ファンネームは「有害人類」。ファンネームをプリントしたグッズも販売されており、2023年夏に開催された初の全国巡業「荒魂決起會」ではドレスコードの「有害人類Tシャツ」を着用すれば当日券無料という施策も実施された。

## ストーリー
時は西暦2222年。隕石の衝突によって人類の9割が死滅した世界。人類再興を目指す組織「ARK」が作られ、世界を統治していたが、その圧政に耐えかねた人たちによる大規模な反乱が発生する。その中には、武将と呼ばれる悪魔の力を持った者たちも存在し、彼らはARKから土地を奪い自らの領土とし、解放区と呼ぶようになった。
ARK監査局の執行官として働いていた政宗はある日、武将である秀吉や光秀との出会いにより、重大な秘密を知ることとなり――。
私利私欲に満ちた武将たちによって、戦乱の世が再演される。

## 登場人物
プロフィールは公式サイト出典

### ARK監査局[3]
執行官として働く政宗と、そのサポートを行う小十郎のチーム。※ARKからは既に離反している。
政宗　-壊れた天秤-
声 - 峯田大夢
年齢：19歳 / 誕生日：9月5日 / 身長：177cm / 趣味：剣の修行
マガツノートの主人公で悪魔の王である【サタン】の心臓を持つ青年。実験によりARKに家族を奪われた過去があり、その復讐を果たすため解放区で武将となった。ARKに記憶操作・洗脳をされていた過去があり、世間知らずでワガママなところがある。副官の小十郎に甘やかされてきたせいで、生活能力に欠ける。堅物な性格の政宗だが猫には興味があるようで、ボイスドラマが始まる前に投稿されていた「被検体MM観察記録」では、猫と過ごす様子が記録されている。
小十郎　-家族にして師、そして――-
声 - 堀江瞬
年齢：24歳（外見年齢） / 誕生日：8月2日 / 身長：182cm / 趣味：料理
任務から生活全般に至るまで政宗をサポートする、ARK製のアンドロイド。政宗には基本的に甘いが、たまに厳しい発言もしている。小十郎もARKの洗脳に加担していたと知った政宗に一度破壊され記憶を失っている。修理され政宗のもとに戻ったが、それ以降、2人の関係も変化することとなる。

### MAD FANG[4]
信長の死後、金山がもたらす莫大な富を資金源に、秀吉が立ち上げた軍。武器製造・流通からカジノ運営まで手広く行っていて、解放区の一大勢力に数えられている。しかし、やり方が少々アコギなこともあってか、敵も多い。
秀吉　-The Gangstar-
声 - 小笠原仁
年齢：22歳 / 誕生日：3月17日 / 身長：170cm / 趣味：女、酒、ギャンブル
天下を獲ることを夢見る、【MAD FANG】トップ。派手好きで金色のものを身に着けている。享楽家かつ自信家で、土壇場での悪運の強さと時折見られるカリスマ性には定評がある。好きなものは、金と女とギャンブルという素行の悪さで、すべてを台無しにしている。部下の官兵衛と清正とは幼馴染で、子供の頃は地下で暮らしていた。
官兵衛　-冷血腹黒参謀-
声 - 馬場惇平
年齢：23歳 / 誕生日：12月22日 / 身長：177cm / 趣味：麻雀
天才と名高い【MAD FANG】の参謀。短気な面もあり、一度キレると手が付けられない知的ヤンキー軍師。かなりの野心家で、いつか秀吉にとってかわろうと彼の首を狙っているが、いまだ実行に至る気配はない。そのことで清正にいじられることがある。
清正　-安定志向の虎殺し-
声 - 仲村宗悟
年齢：20歳 / 誕生日：7月25日 / 身長：185cm / 趣味：ブロック玩具
安定志向な【MAD FANG】切り込み隊長。本気を出せば武力は陣営一だが、面倒なことは極力避ける省エネヤンキー。ただし、秀吉の命令なら仕方なく聞くことが多い。引きこもってブロックを組み立てる生活を理想としている。

### 蛇-ウロボロス-[5]
光秀　-破滅嗜好-
信長の暗殺後、光秀が立ち上げた軍。光秀の思想に賛同し、彼について来た者達を利三がまとめ上げた集団。人数は少ないが結束は非常に強い。表立った行動よりも裏で暗躍していることが多い。
声 - 岡本信彦
年齢：32歳 / 誕生日：5月20日 / 身長：187cm / 趣味：植物の世話
【蛇―ウロボロス―】トップ。自分を殺して被った外面の良さで教祖的な支持を集めている。自然をなによりも愛し、それを破壊する人間は自分も含めみんな絶望すべきだと考えている、危険思想の持ち主。精神的に不安定になることが多く、特に織田信長に関することになると手を付けられないほどになる。
利三　-蛇の頭脳／策士-
声 - 杉山紀彰
年齢：28歳 / 誕生日：10月10日 / 身長：182cm / 趣味：占い
光秀に心酔する、【蛇-ウロボロス-】の軍師。光秀に絶対の忠誠を誓い、身の回りのお世話から軍団の実務まで全て1人で行い、それを喜びとしている。敵対する者にはドSで、精神的にも肉体的にも容赦なく痛めつけるが、光秀に対しては常に踏まれたいドM。
左馬之助　-蛇の尻尾／道化-
声 - 大河元気
年齢：27歳 / 誕生日：4月1日 / 身長：181cm / 趣味：利三いじり
光秀の腹心の１人。「本気になったら負け」という信条を持っていて、戦いの最中であってもおちゃらけた態度を隠さない。美味しいお茶を淹れることが得意で、茶葉にまでこだわりを持っている。利三と声を合わせて言う、「おいたわしや」ごっこはマイブーム。

### ホリーホック（旧 ARK医療局）[6]
信長にARKから追放された、元ARK医療局。メンバーは幼い頃にARKへ人質として送り込まれた者達で、シーズン2で陣営名を「ホリーホック」に変更した。現在は解放区に拠点を移している。
家康　-獅子身中の虫-
声 - 美藤大樹
年齢：23歳 / 誕生日：1月31日 / 身長：180cm / 趣味：サウナ
元ＡＲＫ医療局局長でカテドラルを追放され、現在はホリーホックのトップとなった武将。生き延びることがなによりも重要と考え、そのためにはどんな手段も駆使する。健康と美容には厳しく、我慢は身体に悪いと言ってしばしば感情的になる。しかし、所有物や配下の者への責任感も強く、主君としては優秀である。政宗とはARK時代に一緒に過ごした期間があり謎の執着を見せているが、政宗は記憶を失い覚えていないので、事あるごとに突っかかる。
忠勝　-不死身の暴れ馬-
声 - 岡本和浩
年齢：25歳 / 誕生日：3月17日 / 身長：195cm / 趣味：筋トレ
家康配下最強の武将で、元ARK医療局の製造チーフ。家康への忠誠心が高く、彼の鉾として盾として常に付き従っているが、一度守り切れず腕を失わせた過去があり、そのことに責任を感じている。またその際、“次は必ずお守りする”と誓った。医療局の技術を使用した人体改造を受けており、その影響で戦闘中は情緒が少々不安定なバーサーカーモードになることがある。趣味は筋トレな根っからの肉体派。情に脆い部分があるが、味方以外には決して流されない芯の強さもある。
直政　-不屈の狂犬-
声 - 沢城千春
年齢：21歳 / 誕生日：3月4日 / 身長：174cm / 趣味：お香
家康配下最凶の狂犬でホリーホックの軍師。気性の荒い完璧主義者で、時には主である家康にも苦言を呈することもある。面倒見がよく、健康や生活態度にも厳しいため、直政ママと呼ばれることもある。家康への思い入れは配下の中でも特に強く、自分を犠牲にしてでも家康や仲間を守ろうとするところがある。家康が右腕を失った際には、自分がスペアパーツとして右腕を差し出した。

### 第六天魔王軍[7]
元々は暗殺される前に織田信長が率いていた軍の名だったが、現在はARKを乗っ取った信長がトップとして君臨したARK軍のことを指す。信長がトップとなり軍備の増強を行い、その武力はかつてないほどに強大かつ無慈悲になった。武将を始め解放区に生きる者達全てを恐怖で支配している。
織田信長　-超克者-
声 - 神尾晋一郎
年齢：27歳 / 誕生日：6月23日 / 身長：192cm / 趣味：月見酒
絶対的魔王。光秀によって本能寺で暗殺されたはずだったのだが、突如復活を遂げ、ARKの王座に就いた。さらに解放区への侵攻を開始し、人々を恐怖に陥れている。無限の征服欲を持つ苛烈な狂人とされるが、風雅を愛する洒落者な一面もある。かつての部下だった秀吉と光秀をに、なにかしらの思い入れがあるらしい。
蘭丸　-謎の美少年-
声 - 土岐隼一
年齢：？？歳 / 誕生日：11月15日 / 身長：162cm / 趣味：世間話
信長と対等に喋る、ミステリアスな少年武将。素性や実力は一切不明で、信長との会話で蘭丸の名を語る偽物だということが明らかになった。「プロの美少年」を自称し、その外見の可愛らしさを自覚している。茶目っ気あふれる振る舞いを見せているが、その残忍さが滲み出てしまう場面もある。信長に貰ったフルートがお気に入り。

### 六道閹[8]
不死身の紳士が率いる謎の暗殺者集団。解放区では恐れられる存在だが、実際は、社会に適応できない者――「寄る辺なき愛し子達」の共同体であり、トップの幸村はどんな者でも受け入れると言っている。アジトの場所は謎に包まれているが、古い地下シェルターを利用しているらしい。
幸村　-異端の庇護者-
声 - 野島健児
年齢：34歳 / 誕生日：2月2日 / 身長：185cm / 趣味：美術品鑑賞
六道閹の首領。自身が不死身であるがゆえに、人間の「死」に強いこだわりをもち、「美しい死」を探求している。表面上は、非常に理知的で大人の余裕と品格を併せ持つ紳士。世にはぐれた者を六道閹に招き入れ、身内には非常に甘い。六道閹のメンバーたちを愛し愛されている。
佐助　-元・地下闘技場ランカー-
声 - 小野将夢
年齢：19歳 / 誕生日：9月21日 / 身長：167cm / 趣味：投稿用動画撮影
戦闘好きな六道閹の暗殺者。一見、天真爛漫で人懐っこい愛されキャラのように見えるが、無類の戦闘狂。「さすチューブ」という動画配信チャンネルを持ち、自らの戦いを撮影、編集しアップするという趣味を持つ。
才蔵　-インモラル・マーダー-
声 - 堂島颯人
年齢：26歳 / 誕生日：7月7日 / 身長：181cm / 趣味：触れ愛♡日記
帯電体質を持つ、六道閹の暗殺者。相手を魅了する不思議な瞳を持ち、見た者全てに彼への好意を抱かせることができる。過去にカテドラルで大量殺戮を行ったことから、ARK史上最悪の殺人鬼と呼ばれていた。感電の際に得られる快感のために殺人を犯し、1番気持ちイイ人として幸村の名を挙げている。しとやかに卑猥な言葉を垂れ流すが、六道閹の仲間に対しては面倒見のいい一面もある。

### 悪魔斡旋会社ＤＤ
メフィストが代表を務める、悪魔との契約を斡旋する謎の企業。
メフィスト　-ＤＤ代表-
声 - 森久保祥太郎
年齢：？？歳 / 誕生日：？月？日 
悪魔との契約を斡旋する会社「DD」の創始者にして総支配人。常に笑顔を貼り付け、巧みな営業トークで嘘も真実も煙に巻いている。時折、別人格が顔を出すこともあり、その際はメフィストフェレスと呼ばれているが真相は謎である。 

### ORIBE
解放区のアーティスト集団で、古い地下鉄の車両で活動を行っている。定期的に移動するため、所在を掴むことは難しい。衣装や武器の製造から建築まで、様々な部門が存在し、解放区のネットワークも牛耳っている。武将達もORIBE製の衣服を身に纏っている。
利休　-天才文化クリエイター-
声 - 江口拓也
年齢：？？歳 / 誕生日：？月？日 
自称天才文化クリエイターでORIBEのトップを務める、神出鬼没の怪人。自身を天才と信じて疑わないかなりの自信家で、相手が誰であろうとその態度を崩さない。判断の基準は文化的であるかどうか。定期的に【文化】を求めて大きな騒ぎを起こすため、超ド級のトラブルメーカーとして知られている。 
2023年4月から放送のボイスドラマ「戦シーズン 弐nd Battle 荒魂大祭」から登場した追加キャラクター。余談だが、2023年3月16日放送の1周年記念生放送内で左馬之助役の大河元気が利休の登場を予言してしまった場面がある。 
遠州　-ヒヨコ系新人アンドロイド-
声 - 住谷哲栄
年齢：2歳 / 誕生日：8月18日 / 身長：179cm / 体重：ひみつ  
戦シーズン3から登場する新キャラクター。【ORIBE】製の高性能アンドロイドで、新人スタッフかつ、好奇心旺盛で気になるものの後をついて行く習性があるため、『ヒヨコ』と呼ばれている。利休は弟子にしたがっているようだが、遠州はまだまだ修行が足りないからと断り続けている。 

## ボイスドラマ[9]
ラジオ大阪『サクラバシ919』内、毎週水曜日24時過ぎから放送されていた。ラジオのパーソナリティは織田信長役の神尾晋一郎が務める。その他にも、ミクチャ内のアーカイブや公式Youtubeでも視聴が可能。番組改編により、2024年3月28日以降は配信のみに移行した。

### Season:1
| 話数 | タイトル                  | ラジオ放送日  |
| ---- | ------------------------- | ------------- |
| 1    | 『プロローグ』            | 2022年4月6日  |
| 2    | 『楽園にて -カテドラル-』 | 2022年4月13日 |
| 3    | 『これが“外”の流儀だ』    | 2022年4月20日 |
| 4    | 『籠の中の独眼竜・前編』  | 2022年4月27日 |
| 5    | 『籠の中の独眼竜・後編』  | 2022年5月4日  |
| 6    | 『【魂】ノ【響】キ』      | 2022年5月11日 |
| 7    | 『不都合な真実』          | 2022年5月18日 |
| 8    | 『奪われた絆』            | 2022年5月25日 |
| 9    | 『最悪の再会』            | 2022年6月1日  |
| 10   | 『魔王、来タリテ 前編』   | 2022年6月8日  |
| 11   | 『魔王、来タリテ 後編』   | 2022年6月15日 |
| 12   | 『凶ツ音』                | 2022年6月22日 |

### 戦シーズン壱st Battle 「桜華狂騒」
| 話数 | タイトル                  | ラジオ放送日   |
| ---- | ------------------------- | -------------- |
| 1    | 『Conflict』              | 2022年7月6日   |
| 2    | 『Welcome to MAD FANG』   | 2022年7月13日  |
| 3    | 『Welcome to Ouroboros』  | 2022年7月20日  |
| 4    | 『Midpoint』              | 2022年8月3日   |
| 5    | 『Monkey and Dragon』     | 2022年8月10日  |
| 6    | 『Snake and Raccoon dog』 | 2022年8月17日  |
| 7    | 『Drinking Bout』         | 2022年8月31日  |
| 8    | 『Leaders Meeting』       | 2022年9月7日   |
| 9    | 『Indignation』           | 2022年10月12日 |
| 10   | 『Winners feast』         | 2022年10月19日 |

### Season:1.5 陣営別ボイスドラマ
| 話数 | タイトル             | ラジオ放送日   |
| ---- | -------------------- | -------------- |
| 1    | 『ARK監査局編』      | 2022年11月2日  |
| 2    | 『MAD FANG編』       | 2022年11月9日  |
| 3    | 『蛇-ウロボロス-編』 | 2022年11月30日 |
| 4    | 『ARK医療局編』      | 2022年11月16日 |
| 5    | 『第六天魔王軍編』   | 2022年11月23日 |

### Season:2
| 話数 | タイトル               | ラジオ放送日   |
| ---- | ---------------------- | -------------- |
| 1    | 『揺れる解放区』       | 2022年12月14日 |
| 2    | 『家康』               | 2022年12月21日 |
| 3    | 『思わぬ再会』         | 2022年12月28日 |
| 4    | 『幸村という男・前編』 | 2023年1月4日   |
| 5    | 『幸村という男・後編』 | 2023年1月11日  |
| 6    | 『武将の条件』         | 2023年1月18日  |
| 7    | 『亀裂』               | 2023年1月25日  |
| 8    | 『織田信長』           | 2023年2月1日   |
| 9    | 『選択する者』         | 2023年2月8日   |
| 10   | 『白昼の綺羅星・前編』 | 2023年2月15日  |
| 11   | 『白昼の綺羅星・後編』 | 2023年2月22日  |
| 12   | 『再起と決別』         | 2023年3月1日   |

### 戦シーズン弐nd Battle「荒魂大祭」
| 話数 | タイトル                   | ラジオ放送日  |
| ---- | -------------------------- | ------------- |
| 1    | 天才文化クリエイター・利休 | 2023年4月12日 |
| 2    | チーム楽の場合 前編        | 2023年4月19日 |
| 3    | チーム喜の場合 前編        | 2023年4月26日 |
| 4    | チーム哀の場合 前編        | 2023年5月3日  |
| 5    | 中間発表                   | 2023年5月10日 |
| 6    | チーム楽の場合 後編        | 2023年5月17日 |
| 7    | チーム喜の場合 後編        | 2023年5月24日 |
| 8    | チーム哀の場合 後編        | 2023年5月31日 |
| 9    | 荒魂大祭、開催             | 2023年6月7日  |
| 10   | 祭りの後                   | 2023年6月14日 |

### Season:2.5 陣営別ボイスドラマ
| 話数 | タイトル             | ラジオ放送日  |
| ---- | -------------------- | ------------- |
| 1    | 『ARK監査局編』      | 2023年8月9日  |
| 2    | 『ホリーホック編』   | 2023年8月16日 |
| 3    | 『蛇-ウロボロス-編』 | 2023年8月23日 |
| 4    | 『MAD FANG編』       | 2023年8月30日 |
| 5    | 『六道閹編』         | 2023年9月6日  |
| 6    | 『第六天魔王軍編』   | 2023年9月13日 |

### Season:3
| 話数 | タイトル                       | ラジオ放送日   |
| ---- | ------------------------------ | -------------- |
| 1    | 『武将同盟』                   | 2023年9月20日  |
| 2    | 『血塗れの太陽』               | 2023年9月27日  |
| 3    | 『無垢の社』                   | 2023年10月4日  |
| 4    | 『狂気と笛と』                 | 2023年10月11日 |
| 5    | 『愛辱の庵』                   | 2023年10月18日 |
| 6    | 『小十郎の想い』               | 2023年10月25日 |
| 7    | 『崩壊』                       | 2023年11月1日  |
| 8    | 『全部どうでもいい、なんて嘘』 | 2023年11月8日  |
| 9    | 『独眼の臥竜』                 | 2023年11月15日 |
| 10   | 『サルの残滓』                 | 2023年11月22日 |
| 11   | 『決別と陽光と』               | 2023年11月29日 |
| 12   | 『死線をこえて』               | 2023年12月6日  |

### 戦シーズン参rd Battle「電影乱世」
| 話数 | タイトル                                        | ラジオ放送日  |
| ---- | ----------------------------------------------- | ------------- |
| 0    | 『突撃！ ヒヨコリポーター！ 前編』              | 2024年1月31日 |
| 0    | 『突撃！ ヒヨコリポーター！ 後編』              | 2024年2月7日  |
| 1    | 『ゲーム・スタート』                            | 2024年2月15日 |
| 2    | 『Aチームの場合：イージー・ゲーム』             | 2024年2月22日 |
| 3    | 『Bチームの場合：ハード・モード』               | 2024年2月29日 |
| 4    | 『オーディエンスサイド：遠州』                  | 2024年3月7日  |
| 5    | 『Aチームの場合：セーフティ・リード』           | 2024年3月14日 |
| 6    | 『Aチームの場合：マッドネス・ソリューション』   | 2024年3月21日 |
| 7    | 『Bチームの場合：ブラック・ワーク』             | 2024年3月28日 |
| 8    | 『Bチームの場合：イリーガル・ネゴシエーション』 | 2024年4月4日  |
| 9    | 『オーディエンスサイド：トップと部下』          | 2024年4月11日 |
| 10   | 『オーディエンスサイド：師匠と弟子』            | 2024年4月18日 |
| 11   | 『Bチームの場合：ゲーム・オーバー』             | 2024年4月25日 |

### 番外編　武将らじお
| 話数 | タイトル                       | ラジオ放送日   | 登場キャラ             |
| ---- | ------------------------------ | -------------- | ---------------------- |
| 1    | 『秀吉編』                     | 2022年9月21日  | 秀吉、政宗、家康       |
| 2    | 『家康編』                     | 2022年9月28日  | 家康、政宗、秀吉       |
| 3    | 『政宗編』                     | 2022年10月5日  | 政宗、秀吉、家康       |
| 4    | 『織田信長編』                 | 2023年3月15日  | 織田信長、秀吉、蘭丸   |
| 5    | 『光秀編』                     | 2023年3月22日  | 光秀、家康、メフィスト |
| 6    | 『幸村編』                     | 2023年3月29日  | 幸村、政宗、光秀       |
| 7    | 『ゲーム仲間大集合編』         | 2023年12月20日 | 小十郎、清正、左馬之助 |
| 8    | 『鬼畜軍師コンビ編』           | 2023年12月27日 | 官兵衛、利三           |
| 9    | 『オレの最強武将ランキング編』 | 2024年1月10日  | 忠勝、蘭丸、佐助       |
| 10   | 『ママのお悩み相談室編』       | 2024年1月17日  | 直政、才蔵             |

## 楽曲

### CD

#### マガツノート 1st Single「DEVIL ASYLUM」
2022年8月2日発売。規格品番：DN-152770（初回限定版）、DN-152771（通常版）
収録曲
01.DEVIL ASYLUM
- 作詞：イルマ、祁答院慎、マガツノートプロジェクト
- 作曲：イルマ
- 歌：政宗（CV.峯田大夢)、秀吉（CV.小笠原仁）、光秀（CV.岡本信彦）、家康（CV.美藤大樹）、織田信長（CV.神尾晋一郎）

02.大嫌い（cover)
- Original：大嫌い／MUCC
- 作詞：ミヤ
- 作曲：ミヤ
- 歌：政宗（CV.峯田大夢）、織田信長（CV.神尾晋一郎）

03.ダメ人間（cover)
- Original：ダメ人間／アルルカン
- 作詞：暁　作曲：奈緒
- 歌：政宗（CV.峯田大夢)、秀吉（CV.小笠原仁）、光秀（CV.岡本信彦）

04.クソったれが（cover)
- Original：クソったれが／ZOMBIE
- 作詞：青井ミドリ　作曲：青井ミドリ
- 歌：政宗（CV.峯田大夢)、光秀（CV.岡本信彦）、家康（CV.美藤大樹）

【DVD収録内容】※初回限定盤のみ
「DEVIL ASYLUM」CAST MV（Full ver.）
- 出演 - 峯田大夢（政宗役）、小笠原仁（秀吉役）、岡本信彦（光秀役）、美藤大樹（家康役）、神尾晋一郎（織田信長役）

#### マガツノート 1st フルアルバム「魂響」
2023年1月31日発売。規格品番：DN-153089（魂響盤）、DN-153090（戦盤）
これまでに発表した陣営イメージソングや、声優陣による歌唱バージョンを新規収録。さらにドラマトラックとして、B's-LOGにて連載されたSPECIAL SHORT STORYをボイス化。
収録曲
01.「リブラ＜マガツノート：DRAMA＞」
- 作詞：暁、作曲：奈緒
- アーティスト：アルルカン
- 台詞：【ARK監査局】政宗（CV.峯田大夢）、小十郎（CV.堀江瞬）

02.「惡鬼招雷＜マガツノート：DRAMA＞」
- 作詞：Rio、作曲：Leo
- アーティスト：零[Hz]
- 台詞：【MAD FANG】秀吉（CV.小笠原仁）、官兵衛（CV.馬場惇平）、清正（CV.仲村宗悟）

03.「ウルトラムシケラボーイ＜マガツノート：DRAMA＞」
- 作詞：青井ミドリ、作曲：青井ミドリ
- アーティスト：ZOMBIE
- 台詞：【蛇-ウロボロス-】光秀（CV.岡本信彦）、利三（CV.杉山紀彰）、左馬之助（CV.大河元気）

04.「In The End＜マガツノート：DRAMA＞」
- 作詞：渡邉シェフ（Relic Lyric, inc.）、作曲：Liki / TARO MIZOTE（Relic Lyric, inc.）
- アーティスト：BXW
- 台詞：【ARK医療局】家康（CV.美藤大樹）、忠勝（CV.岡本和浩）、直政（CV.沢城千春）

05.「存在証明＜マガツノート：DRAMA＞」
- 作詞：RAZOR、作曲：RAZOR
- アーティスト：RAZOR
- 台詞：【第六天魔王軍】織田信長（CV.神尾晋一郎）、蘭丸（CV.土岐隼一）

06.「GOLD＜マガツノート：DRAMA＞」　※戦盤にのみ限定収録
- 作詞：BabyKingdom、作曲：BabyKingdom
- アーティスト：BabyKingdom
- 台詞：秀吉・政宗連合軍
【MAD FANG】秀吉（CV.小笠原仁）、官兵衛（CV.馬場惇平）、清正（CV.仲村宗悟）
【ARK監査局】政宗（CV.峯田大夢）、小十郎（CV.堀江瞬）

07.「闇と桜＜マガツノート：DRAMA＞」　※戦盤にのみ限定収録
- 作詞：一葵、作曲：ザアザア
- アーティスト：ザアザア
- 台詞：光秀・家康連合軍
【蛇-ウロボロス-】光秀（CV.岡本信彦）、利三（CV.杉山紀彰）、左馬之助（CV.大河元気）
【ARK医療局】家康（CV.美藤大樹）、忠勝（CV.岡本和浩）、直政（CV.沢城千春）

08.「リブラ＜CHARACTER ver＞」
- アーティスト：【ARK監査局】政宗（CV.峯田大夢）、小十郎（CV.堀江瞬）

09.「惡鬼招雷＜CHARACTER ver＞」
- アーティスト：【MAD FANG】秀吉（CV.小笠原仁）、官兵衛（CV.馬場惇平）、清正（CV.仲村宗悟）

10.「ウルトラムシケラボーイ＜CHARACTER ver＞」
- アーティスト：【蛇-ウロボロス-】光秀（CV.岡本信彦）、利三（CV.杉山紀彰）、左馬之助（CV.大河元気）

11.「In The End＜CHARACTER ver＞」
- アーティスト：【ARK医療局】家康（CV.美藤大樹）、忠勝（CV.岡本和浩）、直政（CV.沢城千春）

12.「存在証明＜CHARACTER ver＞」
- アーティスト：【第六天魔王軍】織田信長（CV.神尾晋一郎）、蘭丸（CV.土岐隼一）

#### マガツノート 戦CD『荒魂大祭』feat.益荒鬼-MASRAO-「漢の宴」
2023年8月13日発売。規格品番：DN-153918。
収録曲
01.漢の宴【マガツノート:DRAMA】
- 作詞：咲　作曲：咲、義
- アーティスト：甘い暴力
- 台詞：チーム楽「益荒鬼-MASRAO-」(政宗・秀吉・佐助・清正・忠勝)

02.漢の宴【CHARACTER ver.】
- アーティスト：政宗(CV.峯田大夢)、秀吉(CV.小笠原仁)

マガツノート 戦CD『荒魂大祭』feat.化楽²「おねだり！ろまんちっく」
2023年8月13日発売。規格品番：DN-153919。
収録曲
01.おねだり！ろまんちっく【マガツノート:DRAMA】
- 作詞：咲　作曲：咲、啓
- アーティスト：甘い暴力
- 台詞：チーム喜「化楽²」(家康・才蔵・官兵衛・利三・蘭丸)

02.おねだり！ろまんちっく【CHARACTER ver.】
- アーティスト：家康(CV.美藤大樹)、才蔵(CV.堂島颯人)

#### マガツノート 戦CD『荒魂大祭』feat.屠所之羊「遺書擬き」
2023年8月13日発売。規格品番： DN-153920。
収録曲
01.遺書擬き【マガツノート:DRAMA】
- 作詞：咲　作曲：咲、文
- アーティスト：甘い暴力
- 台詞：チーム哀「屠所之羊」(直政・左馬之助・幸村・光秀・小十郎)

02.遺書擬き【CHARACTER ver.】
- アーティスト：直政(CV.沢城千春)、左馬之助(CV.大河元気)

#### マガツノート 戦CD『荒魂大祭』feat.逆鱗「追憶の果てに眠れ」
2023年8月13日発売。規格品番： DN-153921。
収録曲
01.追憶の果てに眠れ【マガツノート:DRAMA】
- 作詞：RAZOR　作曲：RAZOR
- アーティスト：RAZOR
- 台詞：チーム怒「逆鱗」(織田信長・メフィスト)

02.追憶の果てに眠れ【CHARACTER ver.】
- アーティスト：織田信長(CV.神尾晋一郎)

### CD未収録曲

#### Doll in Doom＜マガツノート:DRAMA＞
- 作詞 - luz / 作曲 - luz
- アーティスト - luz
- 台詞 - 【悪魔斡旋会社DD】メフィスト（CV:森久保祥太郎）

#### 真月＜マガツノート：DRAMA＞
- 作詞 - HAZUKI / 作曲 - HAZUKI
- アーティスト - HAZUKI
- 台詞 - 【六道閹】幸村（CV.野島健児）、佐助（CV.小野将夢）、才蔵（CV.堂島颯人）

#### 天下多事CHAOS
マガツノート初となる全6陣営16武将が歌う全員楽曲。本編Season:2を終えた武将たちの心情が反映された歌詞となっている。
- 作詞 - 中村彼方 / 作曲 - イルマ / 歌 - 政宗（CV.峯田大夢） / 小十郎（CV.堀江瞬） / 秀吉（CV.小笠原仁） / 官兵衛（CV.馬場惇平） / 清正（CV.仲村宗悟） / 光秀（CV.岡本信彦） / 利三（CV.杉山紀彰） / 左馬之助（CV.大河元気） / 家康（CV.美藤大樹） / 忠勝（CV.岡本和浩） / 直政（CV.沢城千春） / 織田信長（CV.神尾晋一郎） / 蘭丸（CV.土岐隼一）/幸村（CV.野島健児）/佐助（CV.小野将夢）/才蔵（CV.堂島颯人）

#### カザハナ＜マガツノート：DRAMA＞
- アーティスト - Ashmaze.
- 台詞 - 【ホリーホック】家康（CV.美藤大樹）、忠勝（CV.岡本和浩）、直政（CV.沢城千春）

#### 闇を喰む【Season:3テーマソング】
- アーティスト -摩天楼オペラ
- 台詞 - 光秀（CV.#岡本信彦）、織田信長（CV.#神尾晋一郎）、 官兵衛（CV.#馬場惇平）
- 動画 - 100studio

#### 降臨祭
- 作詞 - 真崎エリカ / 作曲 - 啓（甘い暴力）
- アーティスト - 化楽²
- 歌唱 - 家康(CV.美藤大樹)、才蔵(CV.堂島颯人)

#### 傑作＜マガツノート：DRAMA＞
- アーティスト - ダウト
- 台詞 - 【ORIBE】利休（CV.江口拓也）、遠州（CV.住谷哲栄）

### ソロ楽曲プロジェクト「COVER＆EXPOSE」

#### ▼Side:COVER
政宗 Side:COVER：JESUS
- Original：JESUS／LUNA SEA
- 歌 - 政宗（CV.峯田大夢）

秀吉 Side:COVER：猿
- Original：猿／BugLug
- 歌 - 秀吉（CV.小笠原仁)

官兵衛 Side:COVER：ジャイアニズム天
- Original：ジャイアニズム天／NIGHTMARE
- 歌 - 官兵衛（CV.馬場惇平)

小十郎 Side:COVER：PRECIOUS...
- Original：PRECIOUS...／LUNA SEA
- 歌 - 小十郎（CV.堀江瞬）

幸村 Side:COVER：蟻塚
- Original：蟻塚／deadman
- 歌 -幸村（CV.野島健児）

忠勝 Side:COVER：TSUBASA.
- Original：TSUBASA.／アリス九號.
- 歌 -忠勝（CV.岡本和浩)

光秀 Side:COVER：絶望の丘
- Original：絶望の丘／Plastic Tree
- 歌 -光秀（CV.岡本信彦)

蘭丸 Side:COVER：未完成サファイア
- Original：未完成サファイア／少女-ロリヰタ-23区
- 歌 -蘭丸（CV.土岐隼一)

清正 Side:COVER：INCOMPLETE
- Original：INCOMPLETE／girugamesh
- 歌 -清正（CV.仲村宗悟)

佐助 Side:COVER：我侭行進曲
- Original：我侭行進曲／アンティック-珈琲店-
- 歌 -佐助（CV.小野将夢)

左馬之助S ide:COVER：循環
- Original：循環／シド
- 歌 - 左馬之助（CV.大河元気）

#### ▼Side:EXPOSE
政宗 Side:EXPOSE：破壊天秤
- 作詞 - 中村彼方 / 作曲 - 廣瀬彩人(nurié) / 歌 - 政宗（CV.峯田大夢）

家康 Side:EXPOSE：最終結論
- 作詞 - 中村彼方 / 作曲 - 廣瀬彩人(nurié) / 歌 - 家康（CV.美藤大樹)

才蔵 Side:EXPOSE：愛の鳥籠
- 作詞 - 中村彼方 / 作曲 - 杉本善徳（Waive）/ 歌 - 才蔵（CV.堂島颯人)

織田信長 Side:EXPOSE：戯言
- 作詞 - 中村彼方 / 作曲 - 廣瀬彩人(nurié) / 歌 - 織田信長（CV.神尾晋一郎)

直政 Side:EXPOSE：All or Nothing
- 作詞 - 中村彼方 / 作曲 - 廣瀬彩人(nurié) / 歌 - 直政（CV.沢城千春)

### 参画アーティスト一覧
- アルルカン
- 零[Hz]
- ZOMBIE
- BXW
- RAZOR
- BabyKingdom
- ザアザア
- luz
- HAZUKI
- 甘い暴力
- Ashmaze.
- 摩天楼オペラ
- Yuh（vistlip）　※マガツノバンドGt.
- 燿（摩天楼オペラ）　※マガツノバンドBa.
- ササブチヒロシ（CREATURE CREATURE）　※マガツノバンドDr.

以下、楽曲参加
- 石倉誉之　※Gt.
- 横江将人　※Gt.
- 村井研次郎（cali≠gari）　※Ba.
- shuji（ex.Janne Da Arc）　※Dr.
- 廣瀬彩人（nurié）　※Gt.
- T4K　※Gt.
- 鋼鉄兄貴（HANO）　※Gt.
- 武宮健　※Gt.

## 小説
『B's-LOG』（KADOKAWA）2022年5月号から書き下ろしショートストーリーが連載されていて、極一部は公式サイトでも掲載。
また他に、マガツノート本編ボイスドラマ Season:1の内容を、ノベル用に加筆した電子書籍『マガツノート ノベル版Season:1』がKindle書籍にて発売された。上中下巻の単巻と、特典のある全巻セットが発売。著：祁答院慎、イラスト：カズキヨネ。
| 巻数       | 発売日        | ASIN            |
| ---------- | ------------- | --------------- |
| 上巻       | 2024年5月15日 | ASIN B0D48MFCWL |
| 中巻       | 2024年5月15日 | ASIN B0D46WZGY9 |
| 下巻       | 2024年5月15日 | ASIN B0D46TCQRT |
| 全巻セット | 2024年5月15日 | ASIN B0D47XFR52 |

## イベント[11]
| 開催日            | タイトル                                 | 会場                                    | 出演声優 | 出演アーティスト | 備考 |
| ----------------- | ---------------------------------------- | --------------------------------------- | --- | --- | --- |
| 2022年3月16日     | 解放区                                   | Zepp DiverCity （TOKYO）                | 峯田大夢（MM役） / 小笠原仁（H役） / 美藤大樹（I役）/神尾晋一郎（NN役） | アルルカン / 零[Hz] / ZOMBIE / RAZOR / BXW | |
| 2022年6月18日     | 解放区-初夏の陣-                         | KT Zepp Yokohama                        | 峯田大夢 / 小笠原仁 / 馬場惇平 / 仲村宗悟 / 大河元気 / 美藤大樹 / 沢城千春 / 岡本和浩 / 神尾晋一郎 | アルルカン / 零[Hz] / ZOMBIE / BXW / RAZOR | |
| 2022年8月30日     | 奇襲                                     | 大阪・アメリカ村三角公園前 RIBIA VISION | 小笠原仁(秀吉役) / 美藤大樹（家康役）/大河元気(左馬之助役) | BabyKingdom / ザアザア | MC：下埜正太 |
| 2022年10月16日    | マガツノ集会 出張版 ～桜華狂騒最終合戦～ | 時事通信ホール                          | 小笠原仁（秀吉役）・馬場惇平（官兵衛）・峯田大夢（政宗役） 美藤大樹（家康役）・大河元気（左馬之助役） | | |
| 2022年11月5日~6日 | AGF2022                                  | 池袋・サンシャインシティ噴水広場        | ▼11月5日(土) 峯田大夢(政宗 役) / 馬場惇平(官兵衛 役) / 美藤大樹(家康 役) / 岡本和浩(忠勝 役) / 大河元気(左馬之助 役) / 土岐隼一(蘭丸 役) ▼11月6日(日) 峯田大夢(政宗 役) / 小笠原仁(秀吉 役) / 馬場惇平(官兵衛 役) 美藤大樹(家康 役) / 岡本和浩(忠勝 役) / 岡本信彦(光秀 役) / 大河元気(左馬之助 役) | ▼11月5日(土) ザアザア ▼11月6日(日) 零[Hz] / ZOMBIE / BabyKingdom | ✦物販ブース： ワールドインポートマートビル4階 展示ホールA Red AREA 【R-3】                                                                                            |
| 2023年3月16日     | 有害人類集会                             | 赤羽ReNY alpha                          | 峯田大夢(政宗 役) / 小笠原仁(秀吉 役) / 美藤大樹(家康 役) | | |
| 2023年3月28日     | 大祝戦                                   | 豊洲PIT                                 | 峯田大夢(政宗 役) | BabyKingdom / ザアザア / RAZOR / 甘い暴力 | |
| 2023年6月30日     | 荒魂決起會 大阪公演「歓喜ノ夜」          | 梅田バナナホール                        | 美藤大樹(家康役)、堂島颯人(才蔵役)、峯田大夢(政宗役)、馬場惇平(官兵衛役) | BabyKingdom / ZOMBIE / ザアザア | バックバンド：Gt.Yuh(vistlip)、Ba.燿(摩天楼オペラ)、Dr.ササブチヒロシ(CREATURE CREATURE)                                                                              |
| 2023年7月6日      | 荒魂決起會 福岡公演「極楽ノ夜」          | 福岡DRUM Be-1                           | 峯田大夢(政宗役)、馬場惇平(官兵衛役)、神尾晋一郎（織田信長役) | BabyKingdom / RAZOR / 零[Hz] | バックバンド：Gt.Yuh(vistlip)、Ba.燿(摩天楼オペラ)、Dr.ササブチヒロシ(CREATURE CREATURE)                                                                              |
| 2023年7月23日     | 荒魂決起會 仙台公演「悲哀ノ夜」          | 仙台Darwin                              | 大河元気(左馬之助役)、沢城千春(直政役)、峯田大夢(政宗役)、美藤大樹(家康役) | ZOMBIE / ザアザア / 零[Hz] | バックバンド：Gt.Yuh(vistlip)、Ba.燿(摩天楼オペラ)、Dr.ササブチヒロシ(CREATURE CREATURE)                                                                              |
| 2023年7月27日     | 荒魂決起會 東京公演「憤怒ノ夜」          | 渋谷WWW X                               | 峯田大夢(政宗役)、小笠原仁(秀吉役)、馬場惇平(官兵衛役)、神尾晋一郎(織田信長役) | ZOMBIE / RAZOR / 零[Hz] | |
| 2023年8月27日     | 千秋楽公演【荒魂大祭】                   | ヒューリックホール東京                  | 峯田大夢（政宗役）、小笠原仁（秀吉役）、馬場惇平（官兵衛役）、大河元気（左馬之助役）、美藤大樹（家康役）、岡本和浩（忠勝役）、沢城千春（直政役）、神尾晋一郎（織田信長役）、堂島颯人（才蔵役） | | |
| 2023年10月15日    | マガツノ集会 出張版 第2回～大暴露騒動～  | 新宿ルミネ0                             | 峯田大夢（政宗役）、美藤大樹（家康役）、沢城千春（直政役）、神尾晋一郎（織田信長役）、堂島颯人（才蔵役） | | |
| 2023年12月17日    | 解放区 -冬の陣- 大阪公演                 | COOL JAPAN PARK OSAKA WWホール          | 峯田大夢（政宗役）、小笠原仁（秀吉役）、馬場惇平（官兵衛役）、美藤大樹（家康役）、岡本和浩（忠勝役）、神尾晋一郎（織田信長役） | RAZOR / BabyKingdom / luz / Ashmaze. ＜O.A＞MAMA. ＜GUEST＞解放区SP SESSION BAND Vo.政宗 (CV.峯田大夢)／Gt. HIROTO(アリス九號.)／Ba.明希(シド)／Dr.影丸(真天地開闢集団ジグザグ) | ＜O.A＞は当初nuriéが担当する予定だったが、イベント２日前に体調不良により出演を見送り。マガツノート公式Xより代打を募集し、nuriéと普段から親交の深いMAMA.が名乗り出た。 |
| 2024年1月28日     | 解放区 -冬の陣- 東京公演                 | パルテノン多摩                          | 峯田大夢（政宗役）、堀江瞬（小十郎役）、小笠原仁（秀吉役）、馬場惇平（官兵衛役）、仲村宗悟（清正役）、岡本信彦（光秀役）、大河元気（左馬之助役）、美藤大樹（家康役）、岡本和浩（忠勝役）、沢城千春（直政役）、野島健児（幸村役）、小野将夢（佐助役）、堂島颯人（才蔵役）                            | 零[Hz] / ZOMBIE / ザアザア / HAZUKI / 摩天楼オペラ ＜GUEST＞deadman | |

## マガツノ集会
不定期で開催される、マガツノート公式情報＆バラエティ番組。ミクチャとYouTubeで生配信される。後半はファンクラブ限定パートとなっている。
| 開催日         | タイトル                                                         | 出演 |
| -------------- | ---------------------------------------------------------------- | --- |
| 2022年4月16日  | マガツノート公式番組「マガツノ集会」Vol.1                        | 峯田大夢（政宗役）、小笠原仁（秀吉役）、馬場惇平（官兵衛役）                                                          |
| 2022年5月21日  | マガツノート公式番組「マガツノ集会」Vol.2                        | 峯田大夢（政宗役）、岡本信彦（光秀役）、大河元気 (左馬之助役）                                                        |
| 2022年6月17日  | マガツノート公式番組「マガツノ集会」Vol.3                        | 峯田大夢（政宗役）、美藤大樹（家康役）、岡本和浩 (忠勝役）、沢城千春（直政役） ゲスト：BXW                            |
| 2022年7月11日  | マガツノート公式番組「マガツノ集会」Vol.4                        | 峯田大夢（政宗役）、岡本和浩（忠勝役）、土岐隼一 (蘭丸役）                                                            |
| 2022年9月17日  | マガツノート公式番組「マガツノ集会」Vol.5                        | 峯田大夢（政宗役）、馬場惇平（官兵衛役）、岡本信彦 (光秀役）                                                          |
| 2022年10月16日 | マガツノート公式番組「マガツノ集会 出張版 ～桜華狂騒最終合戦～」 | 小笠原仁 (秀吉役)、馬場惇平（官兵衛役）、峯田大夢（政宗役）、美藤大樹 (家康役）、大河元気 (左馬之助役)                |
| 2022年12月16日 | マガツノート公式番組「マガツノ集会」Vol.7                        | 峯田大夢（政宗役）、野島健児（幸村役）、小野将夢 (佐助役）、堂島颯人 (才蔵役)                                         |
| 2023年1月26日  | マガツノート公式番組「マガツノ集会」Vol.8                        | 峯田大夢（政宗役）、野島健児（幸村役）、小野将夢 (佐助役）、堂島颯人 (才蔵役) ゲスト：HAZUKI (六道閹コラボ楽曲ARTIST) |
| 2023年2月10日  | マガツノート公式番組「マガツノ集会」Vol.9                        | 峯田大夢（政宗役）、堀江瞬（小十郎役）、美藤大樹 （家康役）                                                           |
| 2023年4月12日  | マガツノート公式番組「マガツノ集会」Vol.10                       | 峯田大夢（政宗役）、大河元気 (左馬之助役）、美藤大樹 (家康役）                                                        |
| 2023年5月20日  | マガツノート公式番組「マガツノ集会」Vol.11                       | 峯田大夢（政宗役）、馬場惇平 (官兵衛役）、神尾晋一郎 (織田信長役）                                                    |
| 2023年6月2日   | マガツノート公式番組「マガツノ集会」Vol.12                       | 峯田大夢（政宗役）、大河元気 (左馬之助役）、堂島颯人 (才蔵役）                                                        |
| 2023年9月19日  | マガツノート公式番組「マガツノ集会」Vol.13                       | 峯田大夢（政宗役）、神尾晋一郎（織田信長役）、堂島颯人 (才蔵役）                                                      |
| 2023年10月15日 | マガツノ集会 出張版 第2回～大暴露騒動～                          | 峯田大夢（政宗役）、美藤大樹（家康役）、沢城千春（直政役）、神尾晋一郎（織田信長役）、堂島颯人（才蔵役）              |

この他に、2023年3月27日には当選者のみに開催場所が伝えられる形で「戦シーズン2コラボ楽曲LIVE MV撮影イベント」が開催され、イベントで撮影された甘い暴力・RAZORの LIVE MVは公式YouTubeチャンネルにて公開されている。